# Hierofante
Un hierofante o gerofante (del griego ἱεροφάντης, 'el que hace aparecer lo sagrado') es un rango dentro de los sacerdotes de la antigua religión griega, concretamente el sumo sacerdote del culto de Eleusis en el Ática así como los de otros cultos mistéricos. Se le consideraba un intérprete de los misterios sagrados y era el encargado de instruir a los iniciados en dichos misterios.
Para ser elegible para este cargo debía ser miembro del linaje de los descendientes de Eumolpo (eumólpidas), una de las antiguas familias fundadoras de Eleusis. Esta familia era la auténtica propietaria del culto que empezó por ser local y acabó extendiéndose por toda Grecia. Los heraldos y daducos debían pertenecer por su parte a la familia de los cérices.
Vestía una larga capa púrpura con bordados de oro (ependutes) y una cinta dorada llamada estrofio le ceñía la cabeza. También calzaba botas altas tracias. En la ceremonia en la que asumía su cargo arrojaba su antiguo nombre simbólicamente al mar y desde entonces sólo se le conocía como Hierofante y otros títulos sagrados, estando prohibido pronunciar su nombre secular. Se esperaba de él que llevara una vida recta y en celibato.
Era el encargado de presidir los ritos de los Misterios Eleusinos. Antes de comenzar enviaba a sus heraldos (hierocérices) a pregonar la tregua que imperaba durante estos y al iniciarse la ceremonia pedía a los extraños y a los criminales e impuros a que se alejaran para no profanar los ritos. Durante estos era auxiliado por el segundo sacerdote o daducos (gr. δᾳδοῦχος, ‘portador de antorcha’), y otros oficiantes de menor rango y en su transcurso los misterios eran revelados a los iniciados.
Era una dignidad muy respetada en la antigüedad, si bien su importancia fue decayendo en época imperial. Se conocen los nombres de varios hierofantes: Eunapio, Nestorio, Prisco y Shanoa. Conocemos acerca del último hierofante (si bien no menciona su nombre), y considerado un hereje, gracias a Eunapio que recogió una profecía del último hierofante legítimo (de nombre también ignorado) en la que se anticipa la destrucción del templo y el fin del culto hacia 395 cuando Alarico I invadió Grecia. Pese a ser el sumo oficiante de los ritos de Eleusis, toda la celebración era supervisada por el Arconte Basileo o arconte rey, enviado desde Atenas en el periodo en que esta fue la polis hegemónica en la región. Este se encargaba principalmente de las finanzas.

## Otros usos del término
Se conoce también como hierofante la férula papal en forma de cruz de tres brazos de tamaño decreciente de abajo arriba que tradicionalmente usaban los papas. Su forma está relacionada con el simbolismo de la triple corona de la tiara papal, simbolizando la triple autoridad del papa. En la actualidad ha caído en desuso en favor de cruces convencionales y báculos pastorales, si bien se sigue empleando en ocasiones solemnes como en 1983 y 2000 cuando fue usada por Juan Pablo II en la ceremonia de apertura de la Puerta Santa en el Año Jubilar.
También se conoce como El Hierofante a una carta de la baraja del tarot.